# La bête
La bête är ett kortspel som daterar sig till 1600-talets Frankrike och är ett spel med insatser, där potten vinns av den som kan spela hem erforderligt antal stick. Det är ett av de kortspel som räknas upp i Georg Stiernhielms moraliserande dikt Hercules vid skiljevägen, tryckt 1658. Namnet på spelet betyder "djuret" eller "besten".
En kortlek med 32 kort (utan tvåor till och med sexor) används. Essen är i rang placerade mellan knekt och tia. Spelarna lägger en spelmark var i potten och erhåller i given fem kort var, varefter ytterligare ett kort vänds upp från kortleken för att bestämma trumffärg. Spelarna väljer i tur och ordning att antingen delta i spelet om potten eller att lägga sig, och därmed förlora sin insats. Potten vinns sedan av, i första hand, den spelare som tagit hem tre stick eller har vunnit de två första sticken.
Inför följande givar satsas åter en mark i den nya potten av varje spelare, med undantag för de som deltog i spelet om den föregående potten och inte vann; dessa ska i stället lägga en insats som motsvarar hela den föregående pottstorleken. På så sätt fortgår spelet med allt större och viktigare potter, och en spelare som inte längre kan betala till potten tvingas utgå ur spelet.